# Huawei U8650
El Huawei U8650 Sonic es un teléfono inteligente creado por Huawei, anunciado durante julio de 2011, que usa el sistema operativo Android 2.3 (Gingerbread).
Tienen un procesador Qualcomm MSM7227 a 600 MHz, GPU Adreno 200, 256 MB de RAM, 512 de ROM y 160 MB para almacenamiento interno para aplicaciones.
La pantalla es multitáctil y capacitiva, con un tamaño de 3,5 pulgadas y una resolución de 320 x 480 píxeles.
Admite tarjetas de memoria microSD hasta 32 gb (para colocarla hay que quitar la tapa de la batería). Cuenta con una salida para auriculares de 3,5 mm en la parte superior del teléfono, y un puerto microUSB 2.0 en la parte inferior, para alimentación, carga de batería y transmisión de datos. En la parte trasera tiene una cámara de 3,15 MP para fotos y videos.
Tiene un GPS interno con soporte para A-GPS, además de acelerómetro, brújula y sensor de proximidad. Lleva una batería Li-Ion de 1400 mAh.
Para la transmisión inalámbrica de datos cuenta un módem HSDPA a 7,2 Mbps, Wi-Fi 802b/g/n con soporte para tethering y Bluetooth 2.1 con soporte para A2DP y EDR.
Existe una versión llamada U8650-1 que incluye además un chip NFC para conexiones inalámbricas a corta distancia. También ha sido comercializado con el nombre Fusion U8652 por AT&T en Estados Unidos, y como Prism 3G por T-Mobile.